# Monte Perdido
Monte Perdido (Mont Perdu på franska) är den tredje högsta toppen i Pyrenéerna. Namnet betyder förlorat berg. Bergets topp är 3 355 meter hög, ligger i Spanien och är dold från den franska sidan av till synes ogenomträngliga bergstoppar kallade Cirque de Gavarnie och Estaube. Toppen är den högsta sandstenstoppen i Europa.
Lättast når man berget från den spanska sidan. Upptäckare var först tvungna att vandra från byn Torla i Aragonien längs den enorma Ordesakanjonen och därefter upp genom Circo de Soaso, innan de försökte sig på den krävande klättringen till toppen. Mont Perdu är centrum i den spanska nationalparken Parque Nacional de Ordesa y Monte Perdido, vilken grundades 1918 − då omfattande endast 21 km² land. 
Idag har nationalparken vuxit betydligt och omfattar 156 km² och innefattar hela Anisclokanjonen. I Ordesa finns mer än 1 500 arter av blommor, 171 fågelarter, bland annat lammgam, 32 olika däggdjur och 8 typer av reptiler. 1997 blev nationalparken ett världsarv.